# Museo de Bellas Artes (Houston)

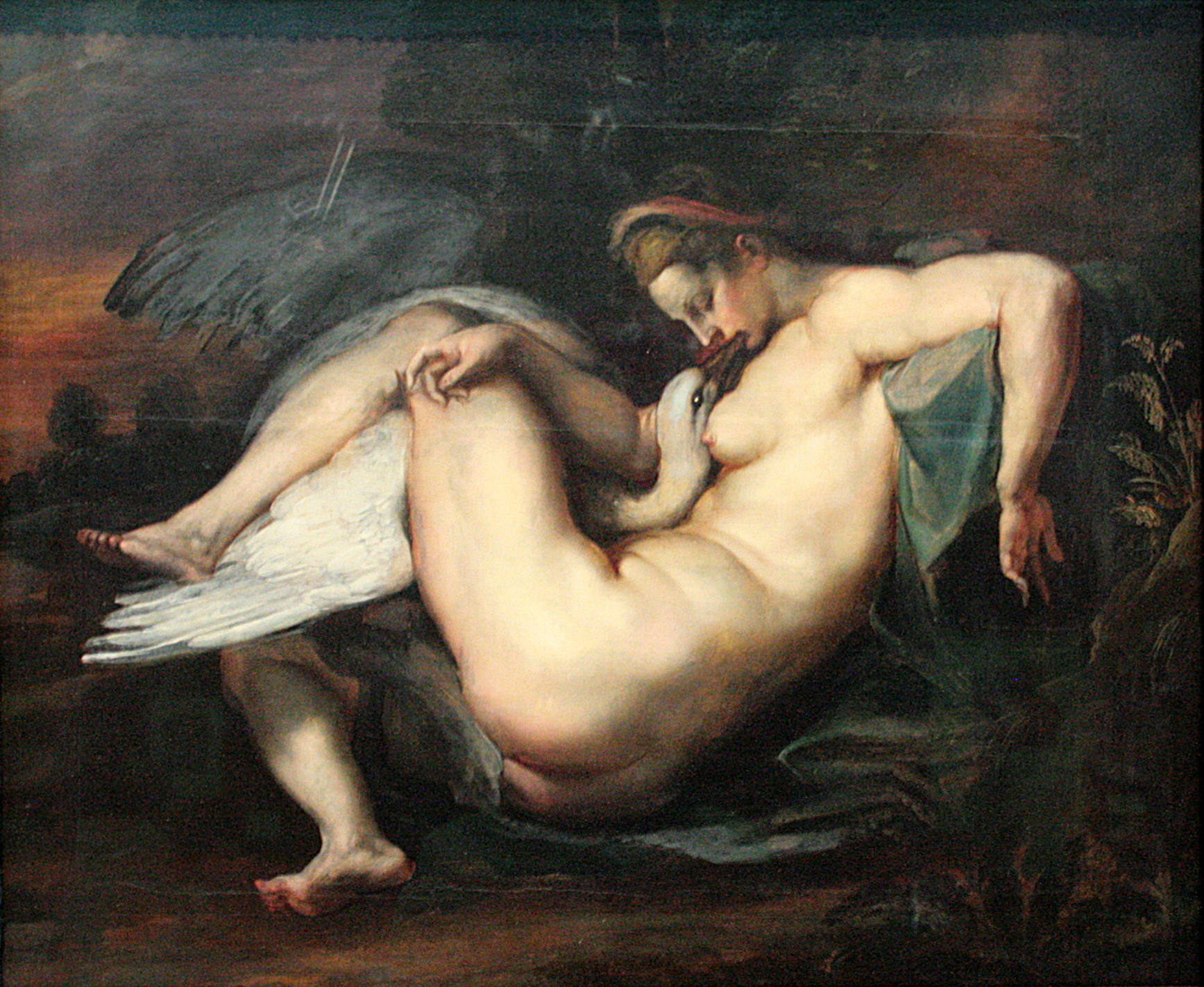
Leda y el cisne, Peter Paul Rubens.

El Museo de Bellas Artes de Houston (Museum of Fine Arts, Houston, MFAH) es un museo de bellas artes en el Houston Museum District, Houston, Texas. MFAH tiene dos edificios de galerías (Edificio Audrey Jones Beck y Edificio Caroline Wiess Law), jardín de esculturas Lillie y 
Hugh Roy Cullen, una biblioteca, una sala de cine, una cafetería, un centro de visitantes, dos escuelas de bellas artes de la escuela de arte Glassell, y dos museos de casas históricas (Jardines y Colección de Bayou Bend y Rienzi). Tiene el Centro Internacional para las Artes del Continente (International Center for the Arts of the Americas, ICAA) una institución de investigación de las artes de Latinoamérica y latinos en los Estados Unidos del siglo XX.
Su colección consta de unas 62.000 piezas e incluye pinturas de maestros como Rogier van der Weyden, Hans Memling, Tintoretto, Paolo Veronese, Rubens, Chardin, Canaletto, Francisco de Goya, Corot, Turner, Renoir, Degas, Cézanne, Pablo Picasso, Henri Matisse, Jackson Pollock, Andy Warhol...

## Galería de imágenes

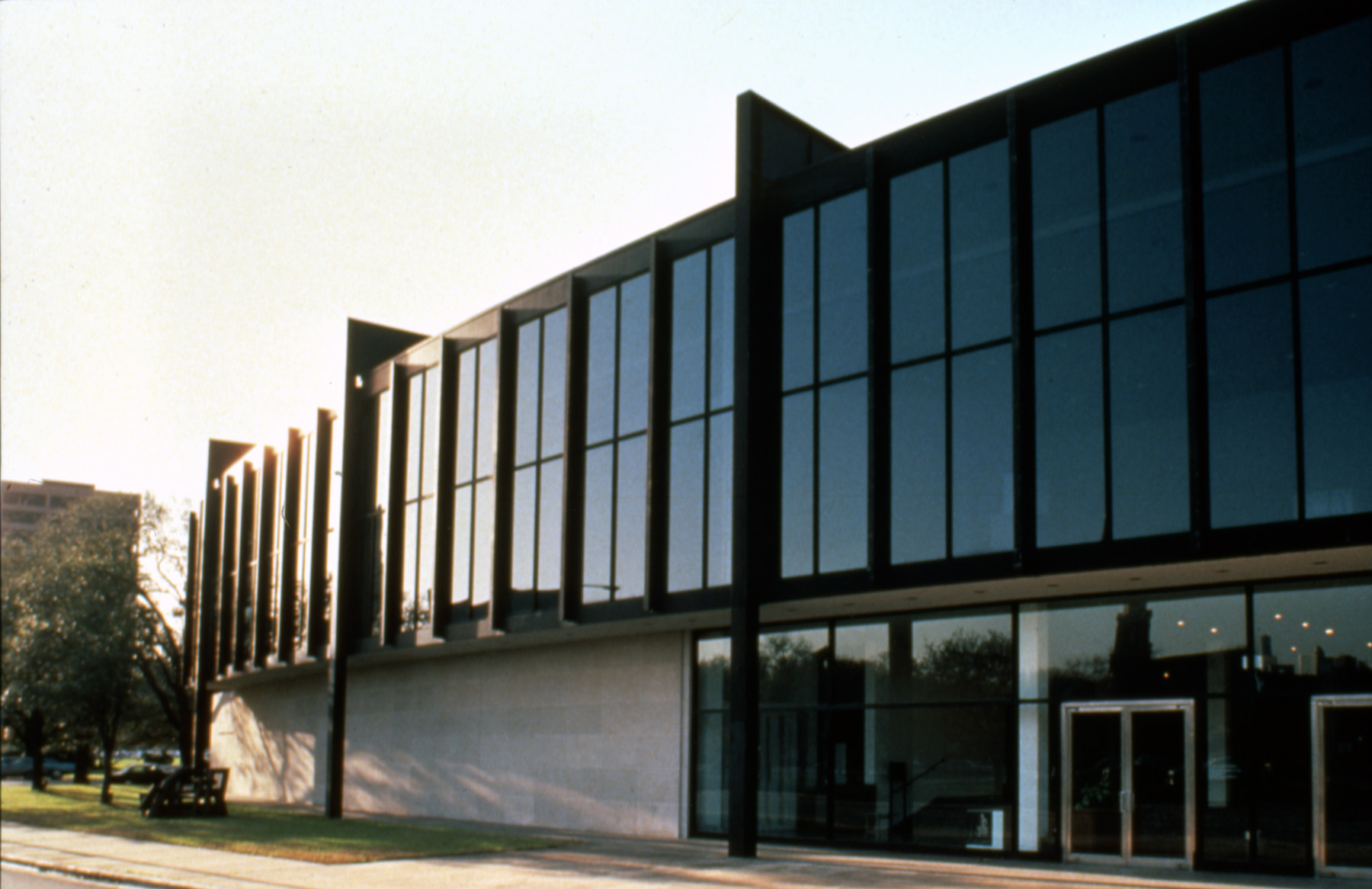
Edificio Caroline Wiess Law
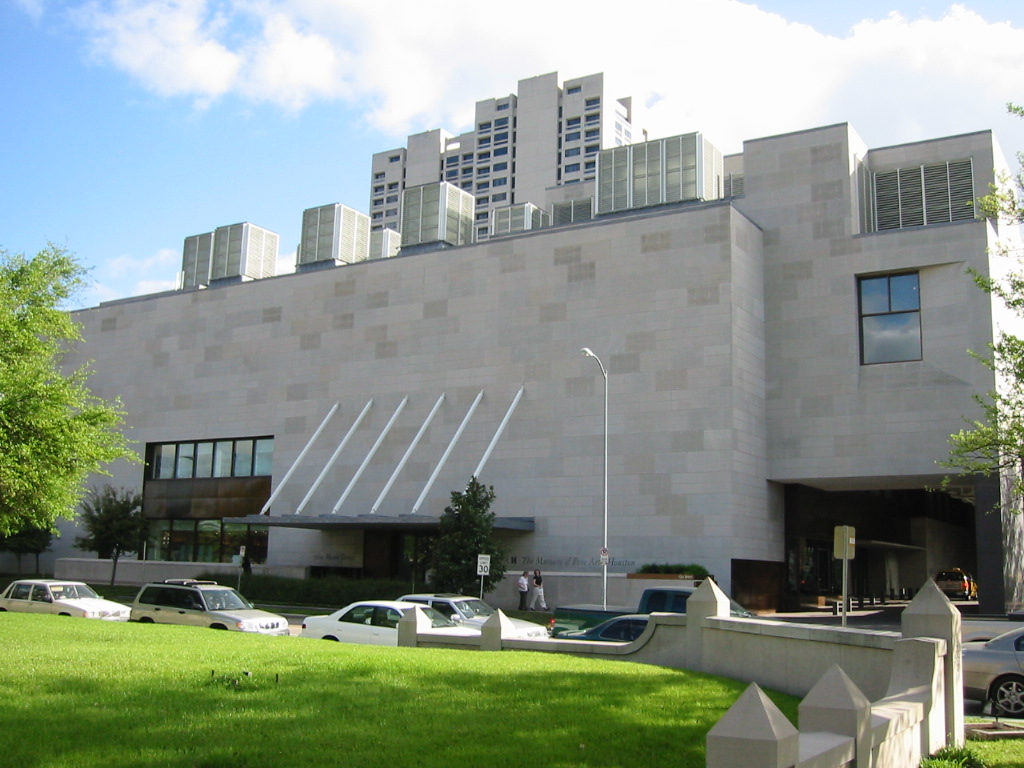
Edificio Audrey Jones Beck (obra de Rafael Moneo de 2000)
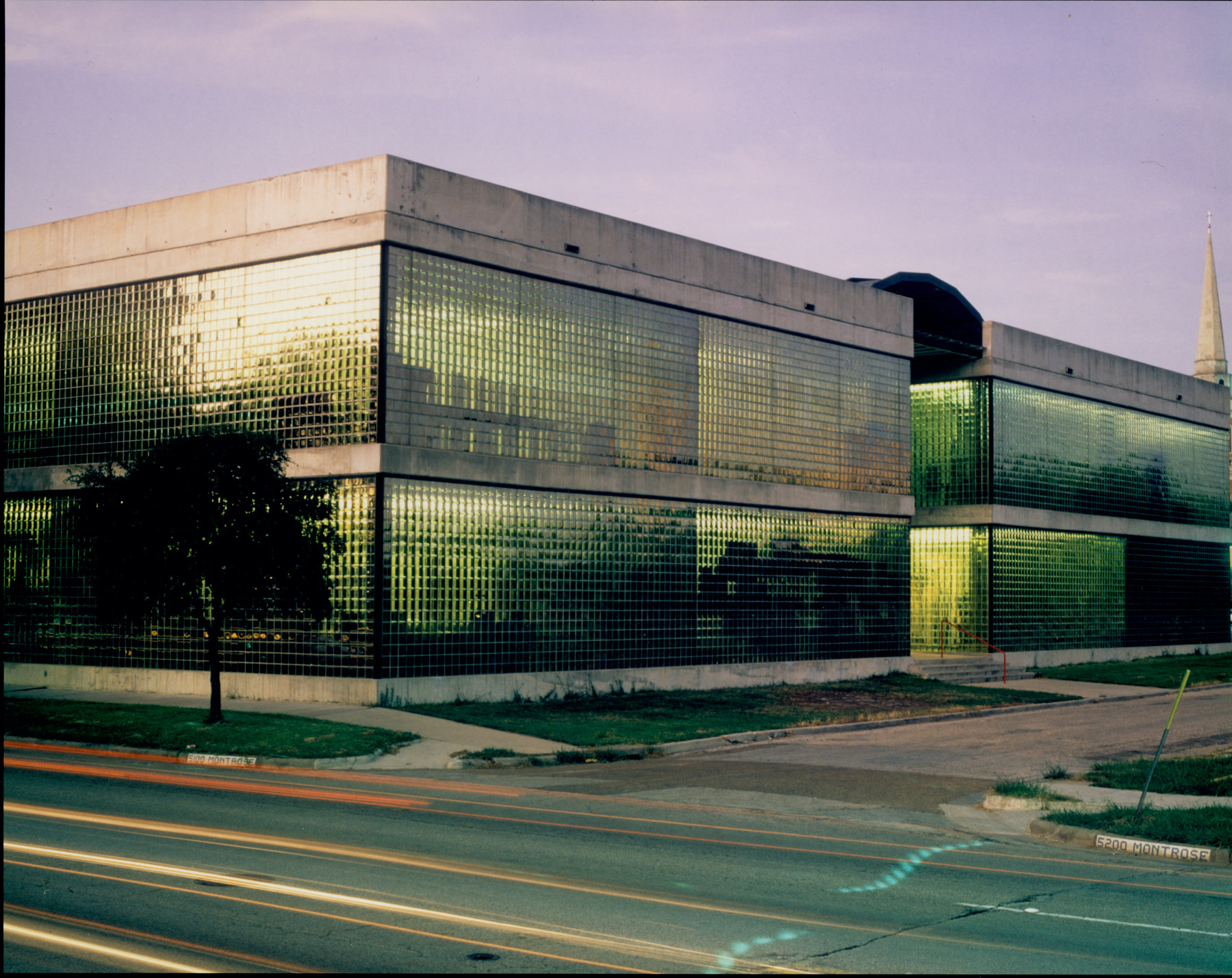
Glassell School of Art (1979)
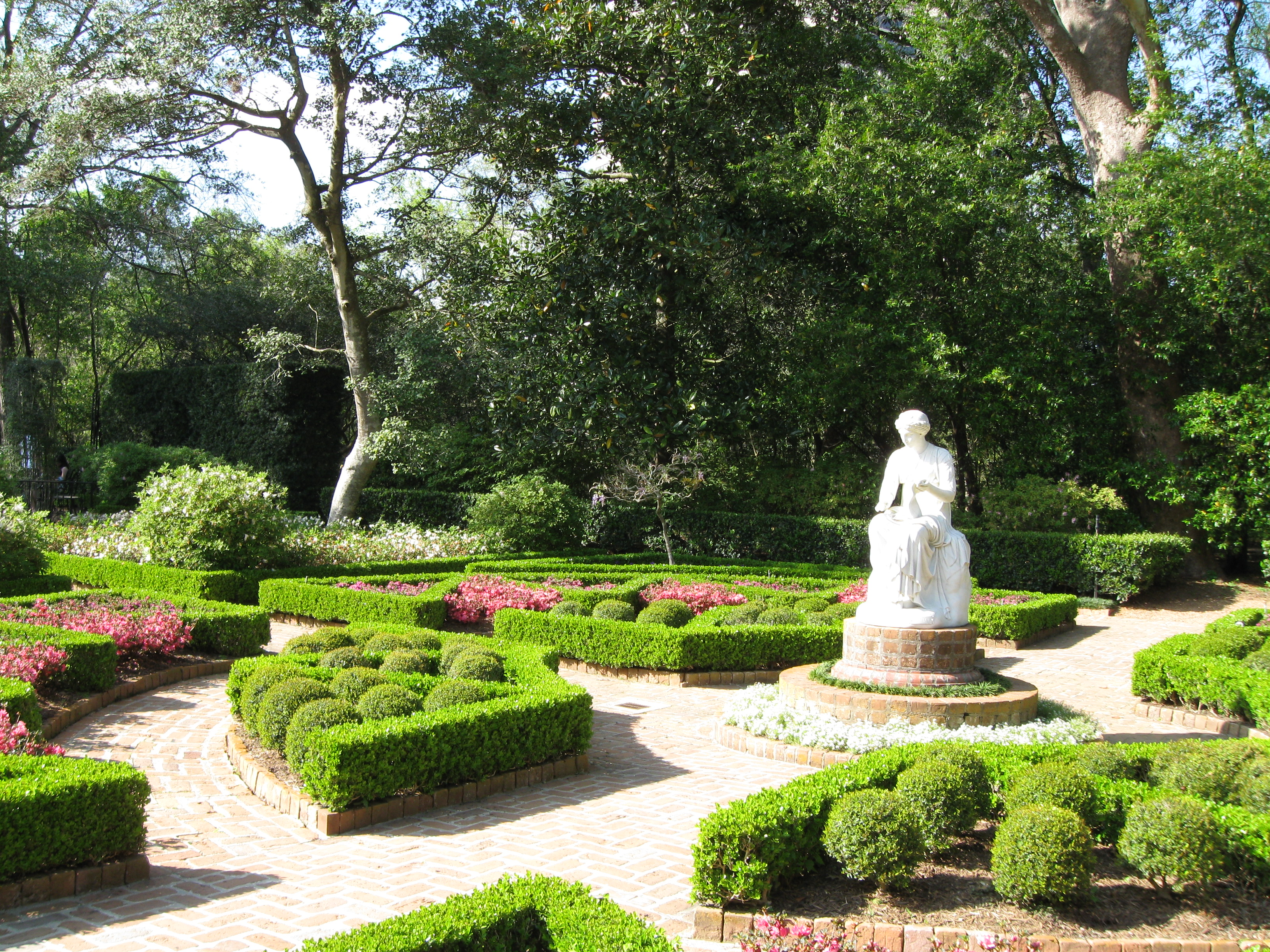
Jardines en Bayou Bend, donado por Ima Hogg
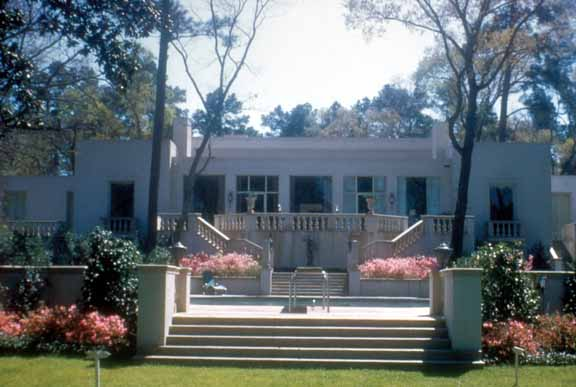
Rienzi House Museum

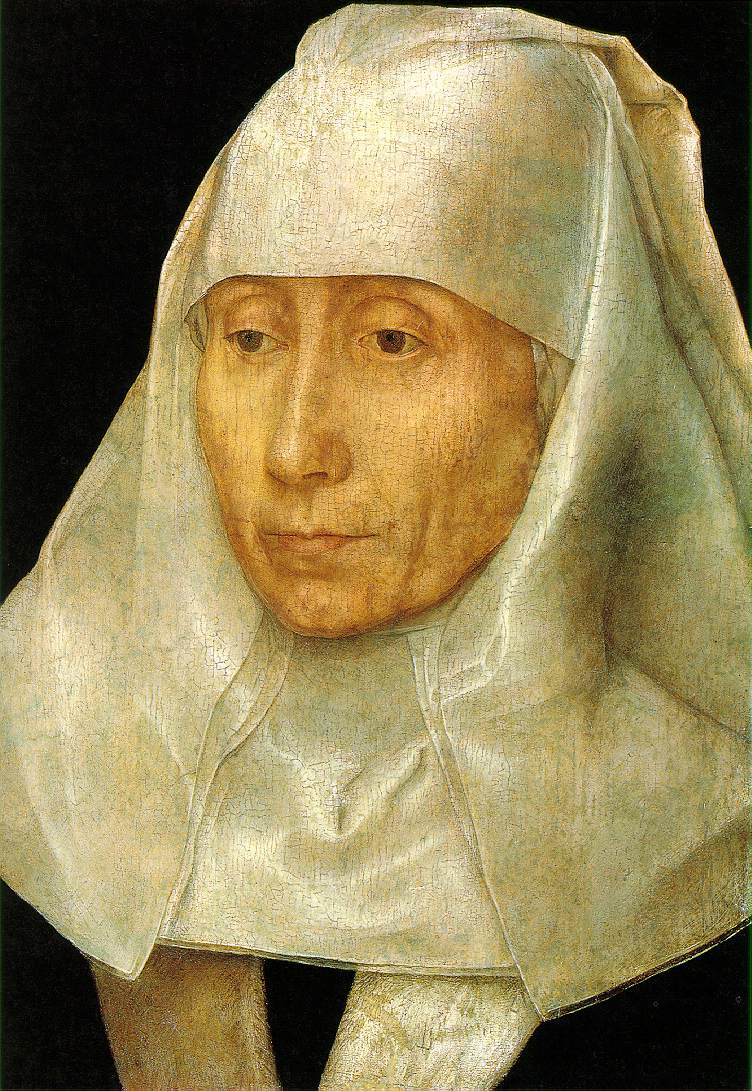
Hans Memling, Portrait of an Old Woman, between 1468 and 1470
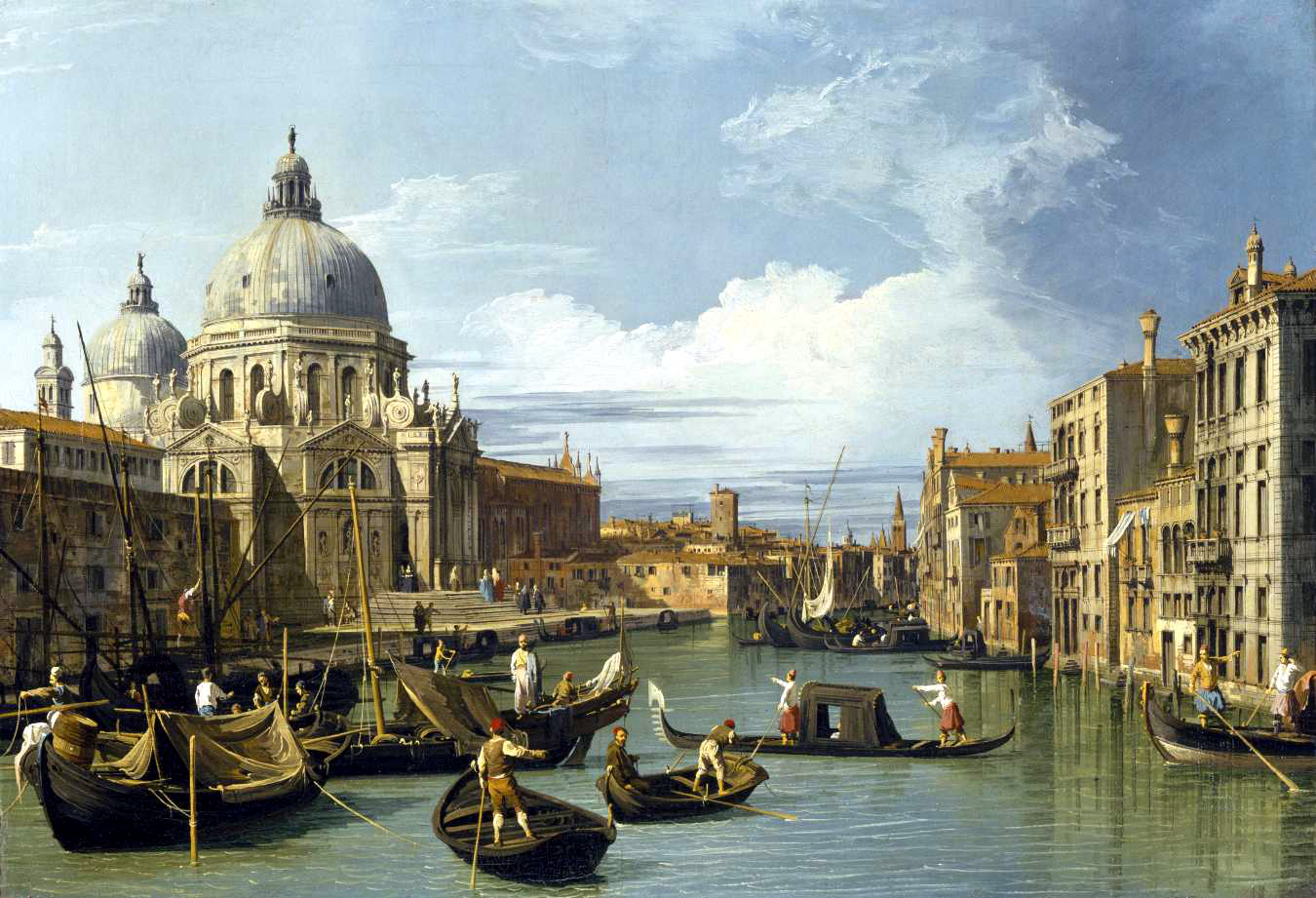
Canaletto, Entrance to the Grand Canal, Venice c. 1730
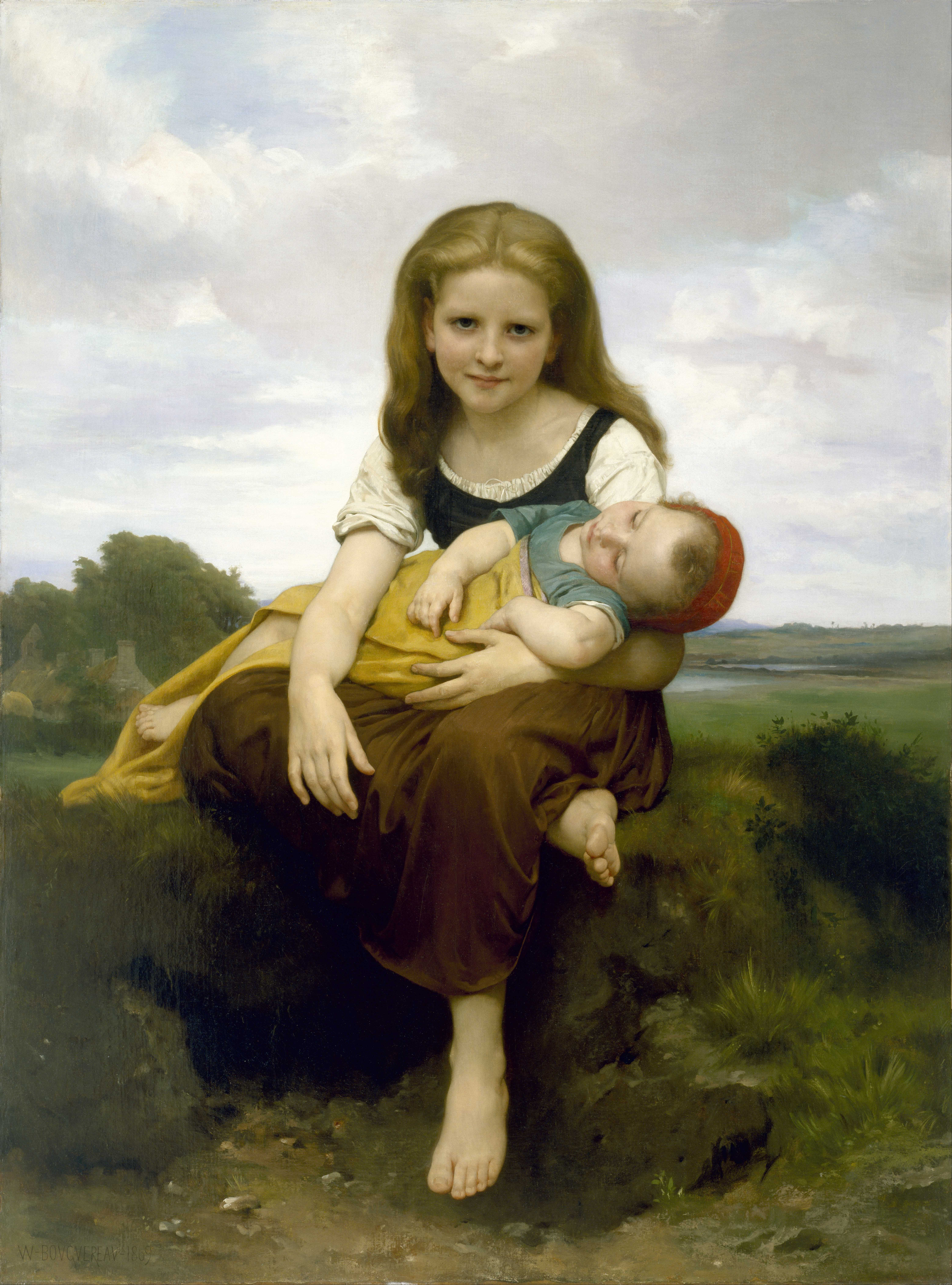
William-Adolphe Bouguereau, La hermana mayor, 1869
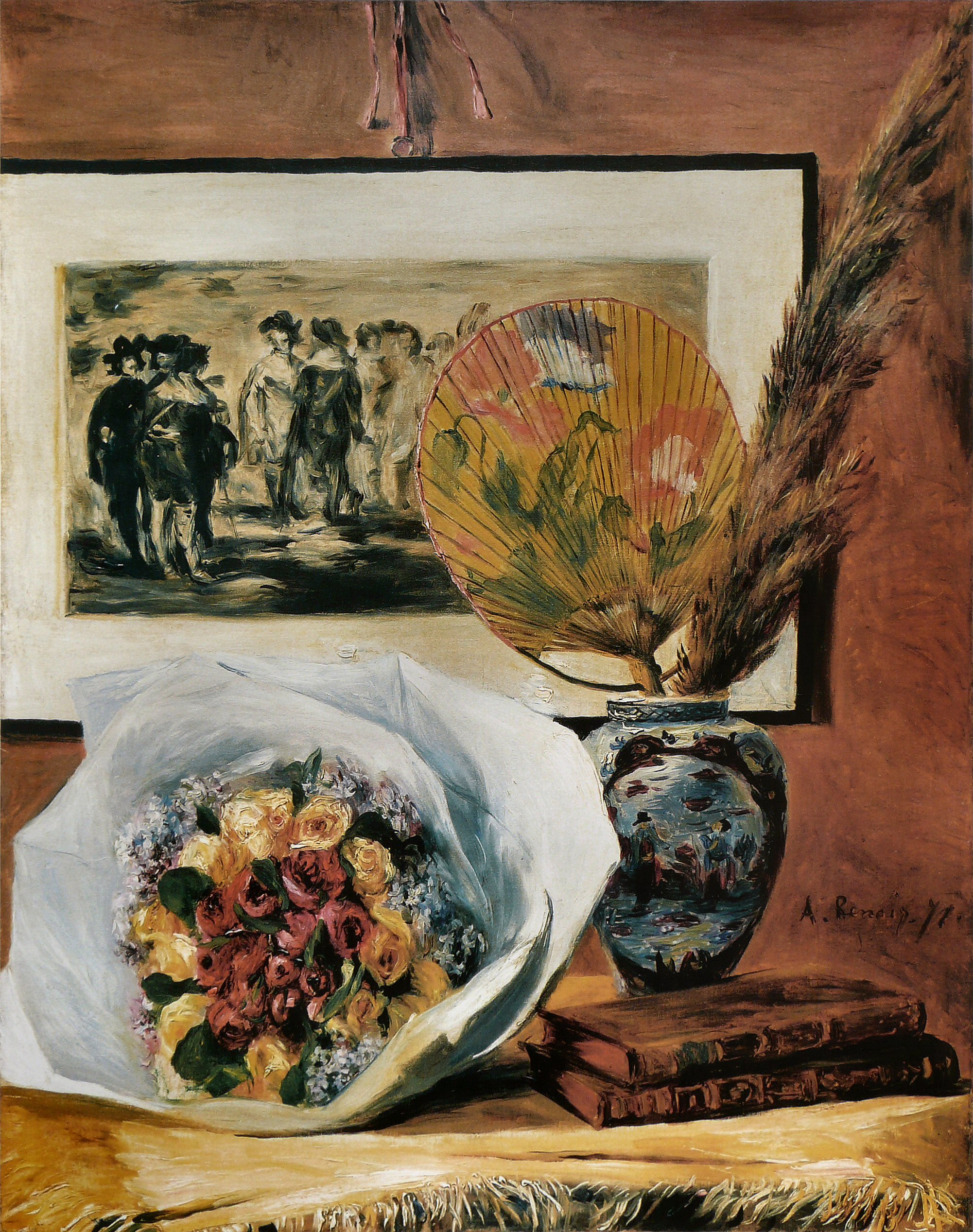
Pierre-Auguste Renoir, Nature morte au bouquet, 1871
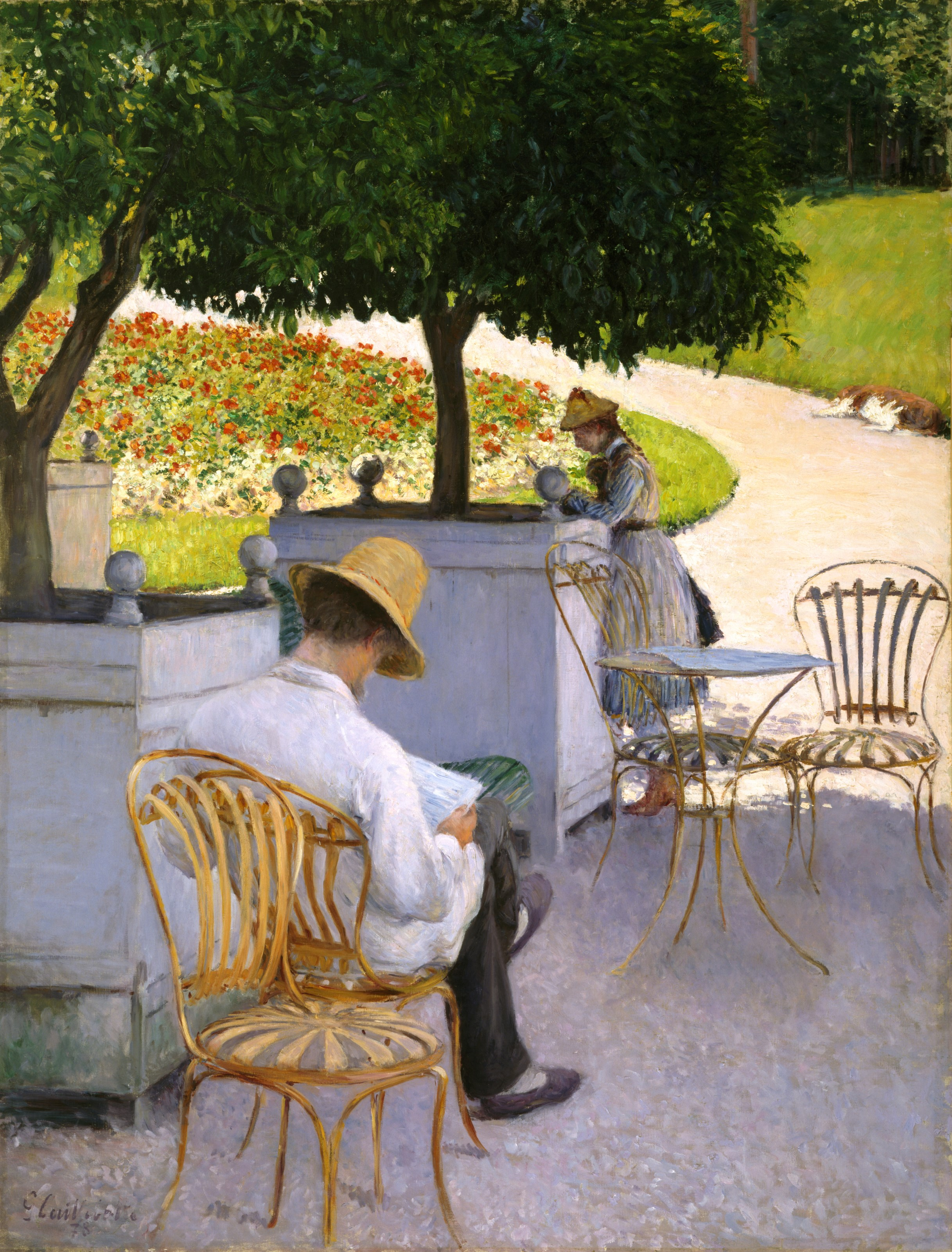
Gustave Caillebotte, Les Orangers, 1878
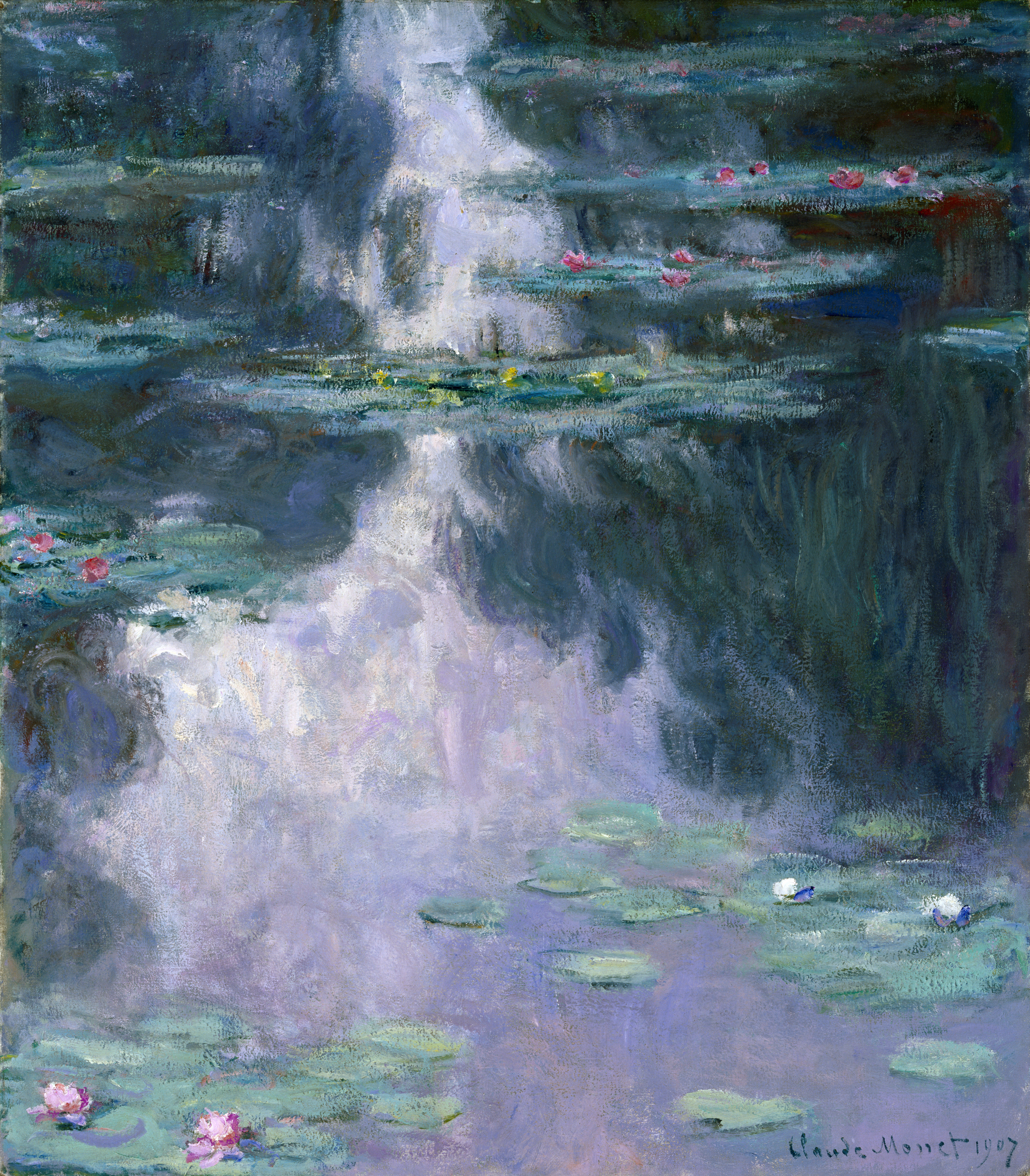
Claude Monet, Water Lilies (Nympheas), 1907
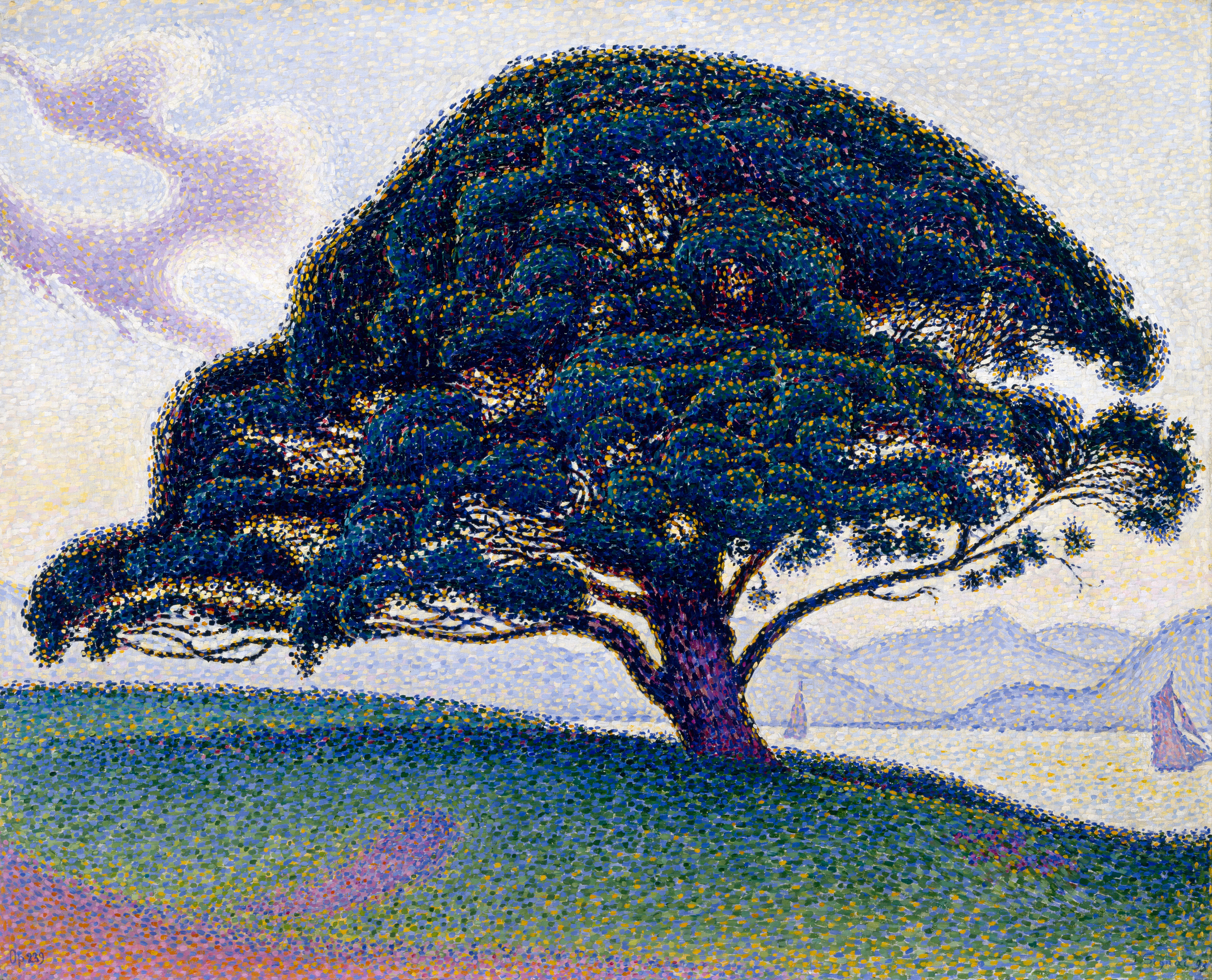
Paul Signac, The Bonaventure Pine, 1893
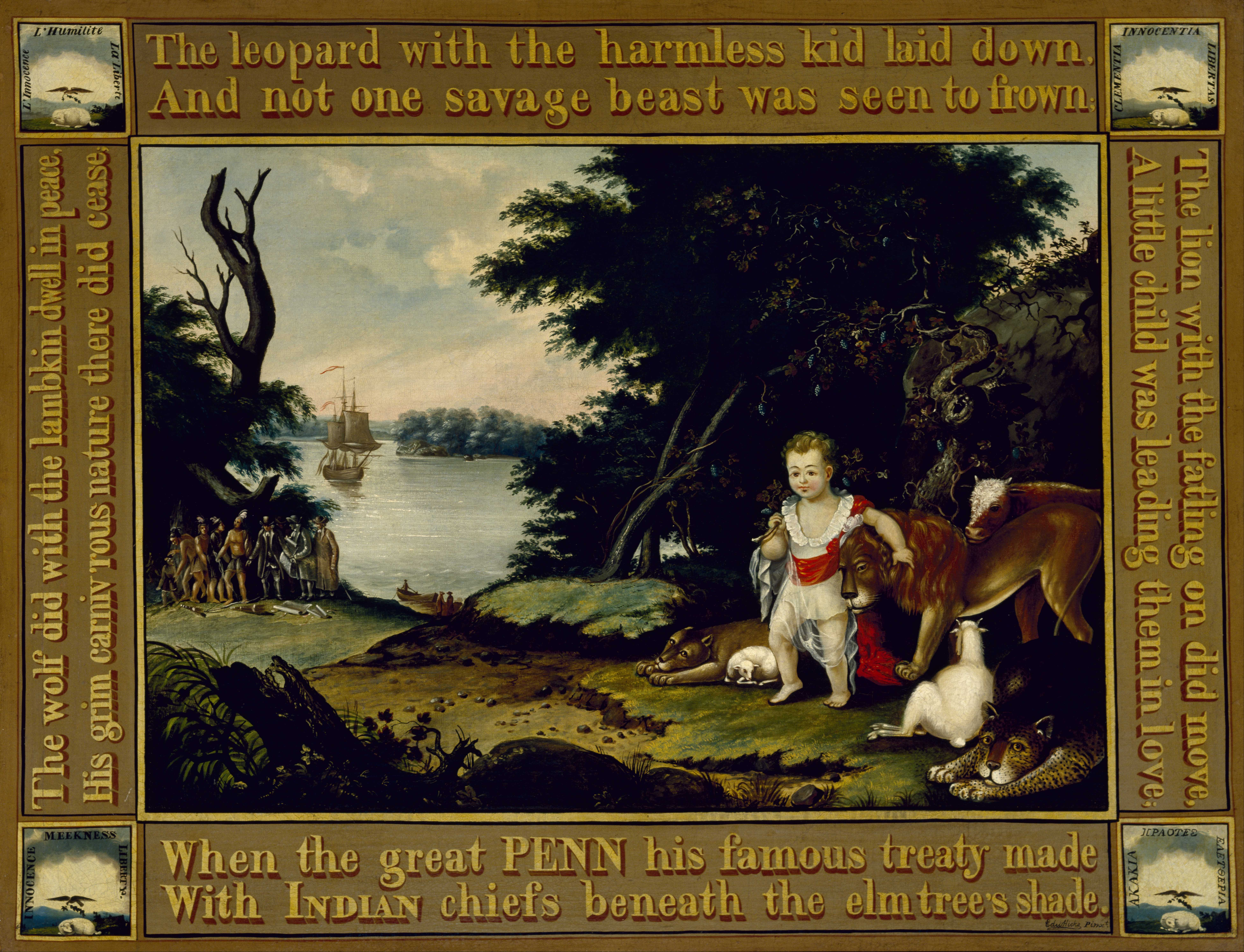
Edward Hicks, Peacable Kingdom, c. 1826-1828
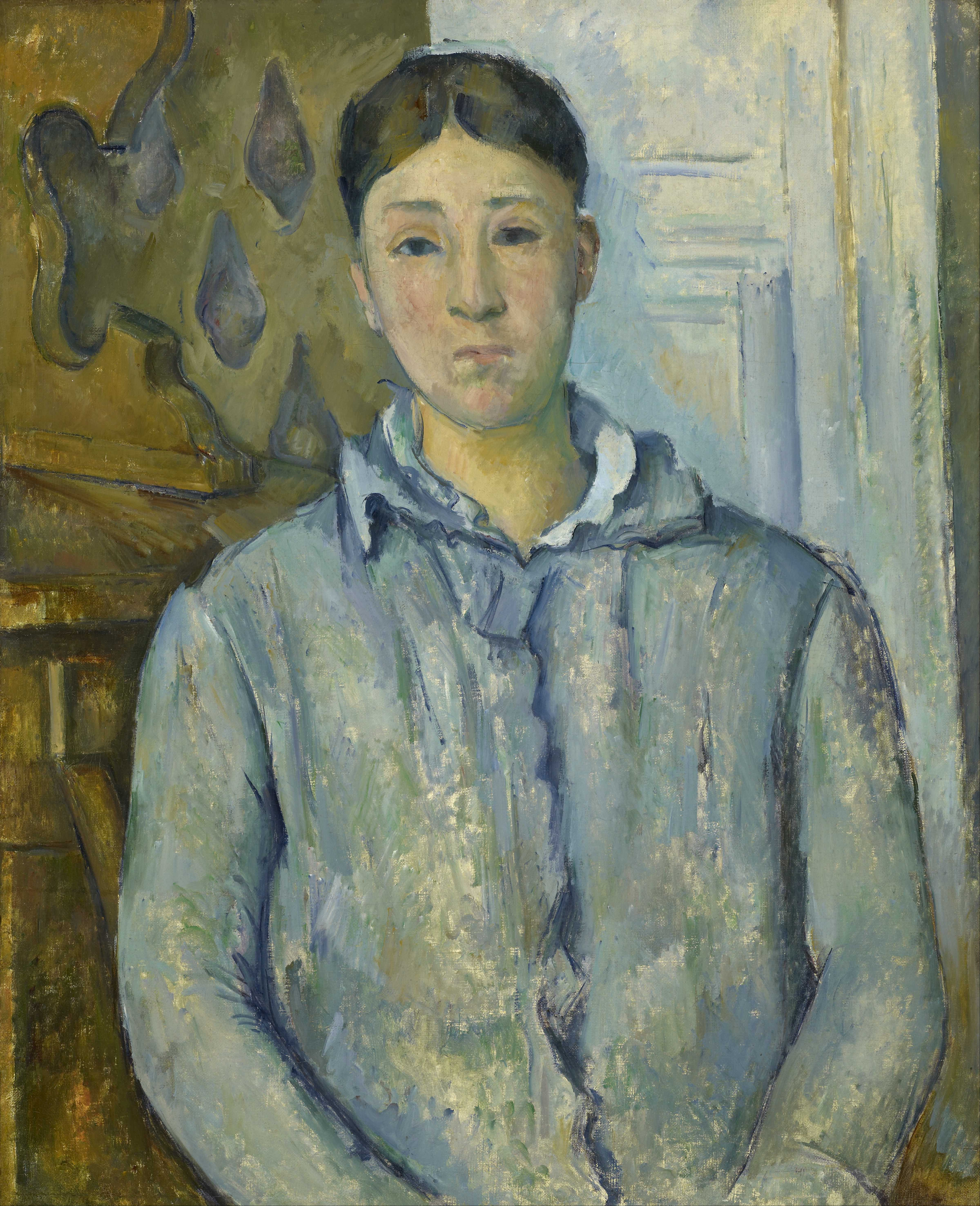
Paul Cézanne, Madame Cézanne in Blue, 1890
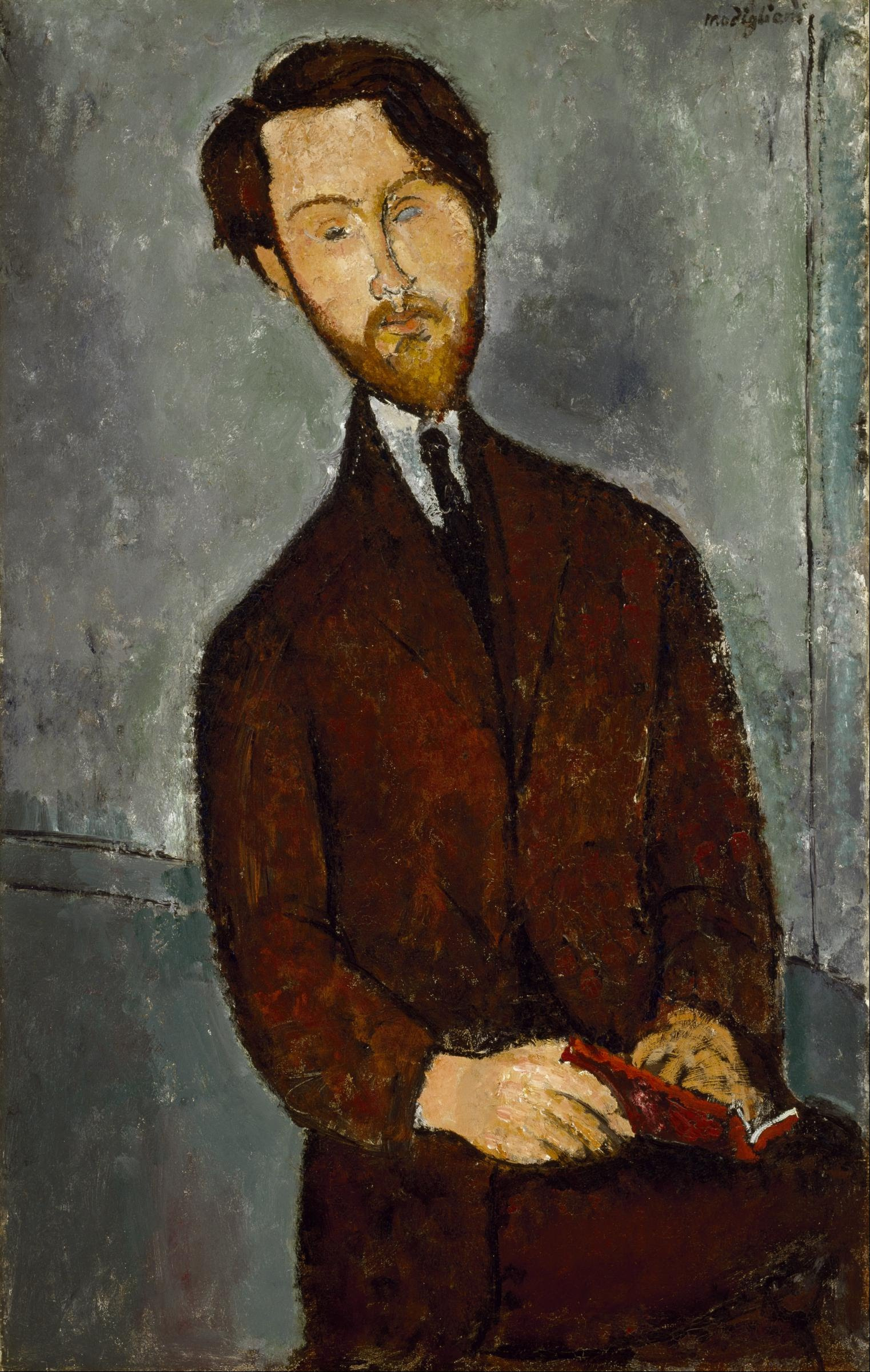
Amedeo Modigliani, Léopold Zborowski, 1911/1920